# Japanostrangalia dentatipennis
Japanostrangalia dentatipennis är en skalbaggsart som först beskrevs av Maurice Pic 1901.  Japanostrangalia dentatipennis ingår i släktet Japanostrangalia och familjen långhorningar. Inga underarter finns listade i Catalogue of Life.